# Dorothy Fay
Dorothy Fay Southworth (* 4. April 1915 in Prescott, Arizona; † 5. November 2003 in Woodland Hills, Los Angeles, Kalifornien) war eine US-amerikanische Schauspielerin.

## Leben
Fay war nur drei Jahre in Hollywood aktiv; dabei war sie in knapp zwanzig Filmen zu sehen. Zunächst war sie weibliches „Love Interest“ in einigen B-Western, wurde später auch in anderen Filmen in Kleinstrollen eingesetzt. Neben ihrer Mitwirkung in zwei Serials machte sie jedoch vor allem durch ihre im Juni 1941 geschlossene Ehe mit dem Western-Star und singenden Cowboy Tex Ritter Schlagzeilen, die bis zu dessen Tode hielt und aus der zwei Kinder (Tom und John) hervorgingen. Nach der Hochzeit hatte sie ihre Schauspiel-Karriere aufgegeben.
1987 erlitt sie einen Schlaganfall, der ihr Sprechzentrum schädigte. Sie starb 2003 knapp zwei Monate nach dem Tod ihres Sohnes John.